# Gastone Savio
Gastone Savio (Solferino, 10 ottobre 1934) è un politico italiano.

## Biografia
Già sindaco di Solferino, suo paese natale, è stato eletto in Parlamento alla Camera dei deputati per tre legislature dalla IX alla XI dal 1983 al 1994 nelle file della Democrazia Cristiana e Partito Popolare Italiano. È stato anche presidente della Commissione Difesa dal 1992 al 1994.